# Mount Keyser
Mount Keyser ist ein Berg im ostantarktischen Enderbyland. Er ragt 5 km östlich des Mount Ryder im östlichen Teil der Tula Mountains auf.
Kartiert wurde er anhand von Luftaufnahmen, die Teilnehmer einer Mannschaft der Australian National Antarctic Research Expeditions im Jahr 1957 anfertigten. Das Antarctic Names Committee of Australia (ANCA) benannte den Berg nach David O. Keyser, Funker auf der Mawson-Station im Jahr 1961.